# Stanisław August Dominik Żurowski
Stanisław August Dominik Żurowski herbu Leliwa (ur. 2 czerwca 1840, zm. 24 lipca 1906) – polski szlachcic, ziemianin, uczestnik powstania styczniowego.

## Życiorys
Urodził się 2 czerwca 1840 r. w Bóbrce, obecnie powiat leski, gmina Solina. Był synem Romualda Żurowskiego i Józefy z Grabowskich  (ur. ok. 1810) herbu Jastrzębiec.  Uczęszczał do gimnazjum  w Przemyślu, gdzie wykładano po niemiecku.  Uczestniczył w powstaniu styczniowym w 1863 r. wraz z ojcem i dwoma braćmi, Bolesławem i Kazimierzem. Służył jako szeregowiec w oddziale Dionizego Czachowskiego. Brał udział w kilku bitwach, ale nie był ranny.
Po powstaniu poświęcił się zawodowi rolnika. Praktykę odbywał w Hoszanach u Henryka Janki.  Od 1880 roku administrował majątkiem Twierdza – rodziny Jurnatowskich – w pow. Mościska, a następnie Ulicko Seredkiewicz koło Rawy Ruskiej.  W 1888 r. został administratorem Rudek, klucza majątków w Galicji, hr. Andrzeja Fredry, z którym się przyjaźnił od czasów powstania styczniowego.  Zamieszkał wraz z żoną w Podhajczykach. Administrował majątkami Andrzeja Fredry po jego śmierci (1898 r.) i później gdy jego wdowa poślubiła hr. Aleksandra Skarbka około 1901 r. Zmarł nagle na zawał 24 lipca 1906 r. i został pochowany na cmentarzu w Rudkach.

## Życie prywatne

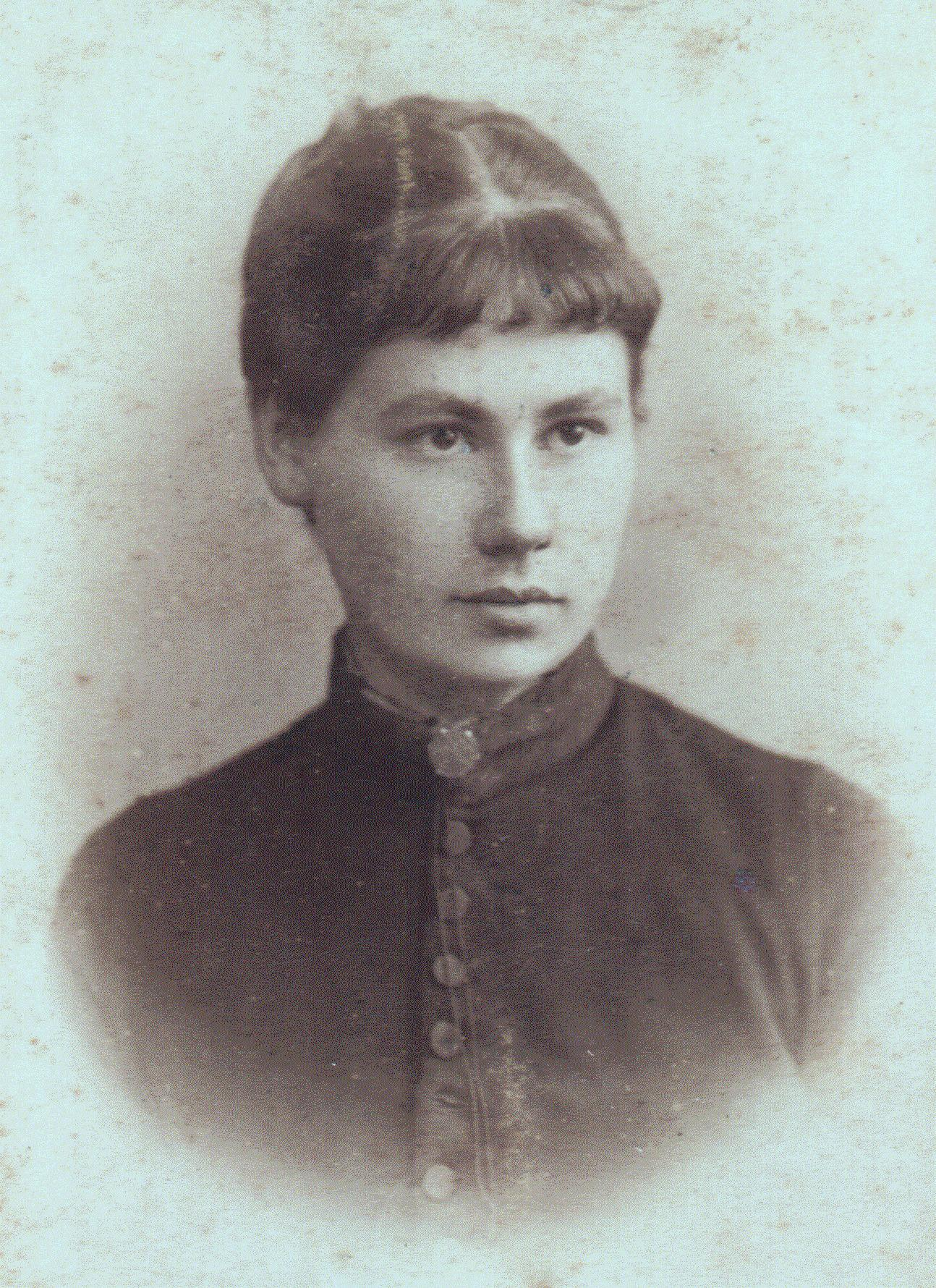
Teresa, około 1880 r.

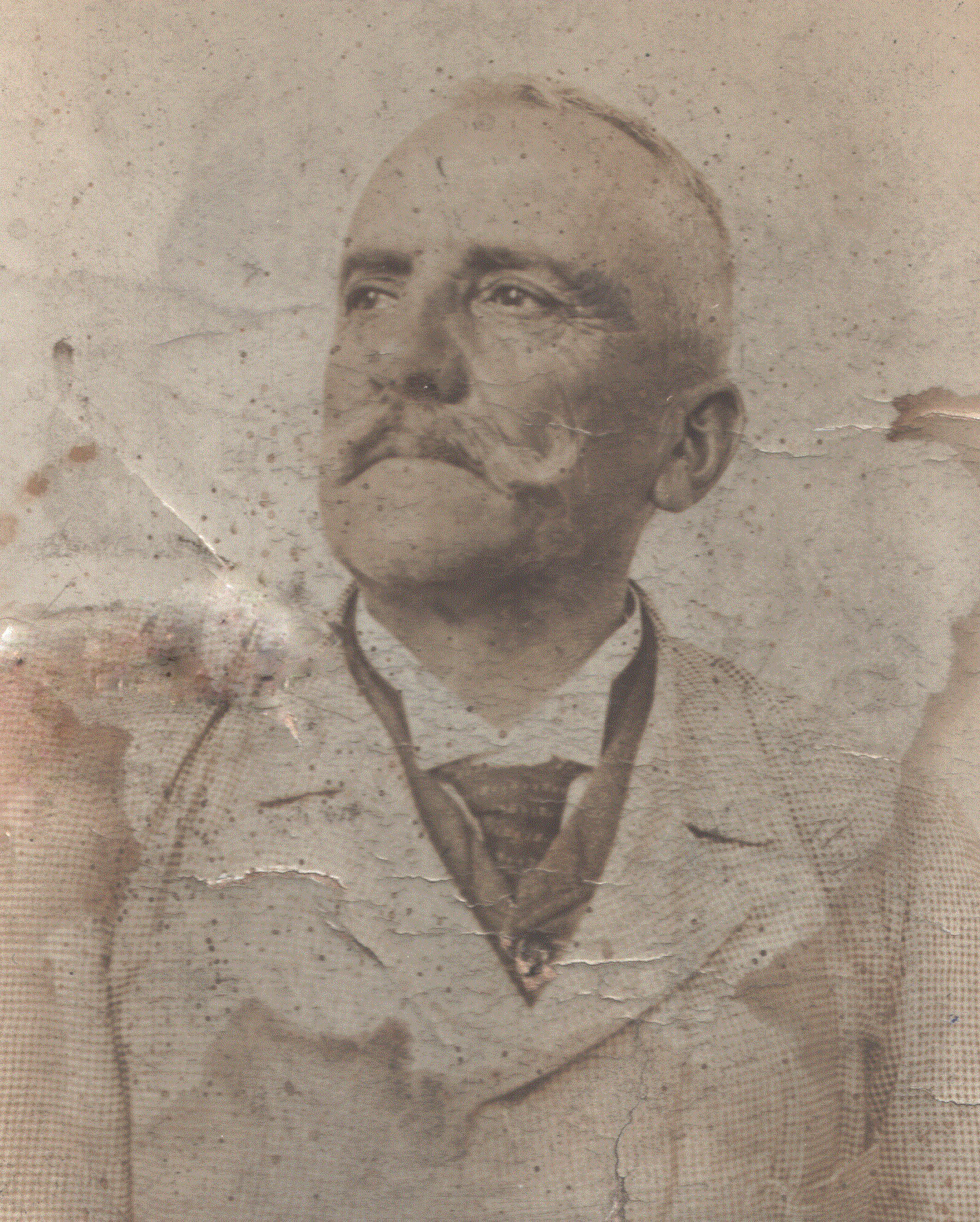
Około 1900 r.

Ożenił się w 1885 r. z Jadwigą Teresą z Konopków (ur. 31 maja 1858, zm. 3 kwietnia 1952), herbu Nowina.  Teresa była drugą córką Józefa i Stefanii Konopków z Mogilan, którzy mieli osiemnaścioro dzieci.  Stanisław i Teresa mieli pięcioro dzieci: Roman (1886–1943), Adam (1888–1967), Jadwiga (14/10 1889–14/12 1897), Józef (1892–1936), Felicja (1896–1977). Teresa została pochowana na cmentarzu katolickim w Bielsku-Białej.

## Działalność społeczna
Członek Towarzystwa Gospodarczego, uczestnik konferencji krajowych jako specjalista od hodowli bydła.